# Harvard Mark I
L'Aiken-IBM Automatic Sequence Controlled Calculator Mark I (comunemente abbreviato ASCC, soprannominato "Harvard Mark I") è uno dei primi computer digitali elettromeccanici della storia.
L'Harvard Mark I è stato completato nel gennaio 1943, finanziato dall'International Business Machines Corporation e progettato da Howard Hathaway Aiken, del dipartimento di fisica dell'Università di Harvard (Cambridge, Massachusetts, USA), che venne affiancato nel suo lavoro dagli ingegneri meccanici C. D. Lake, F. E. Hamilton e B. M. Durfee.
L'importanza storica dell'Harvard Mark I è notevole in quanto alcune caratteristiche della sua architettura hardware sono diventate un modello (chiamato "architettura Harvard") per molti computer moderni.
All'Harvard Mark I seguirono nel 1947 l'Harvard Mark II, nel 1949 l'Harvard Mark III e nel 1952 l'Harvard Mark IV.

## Storia

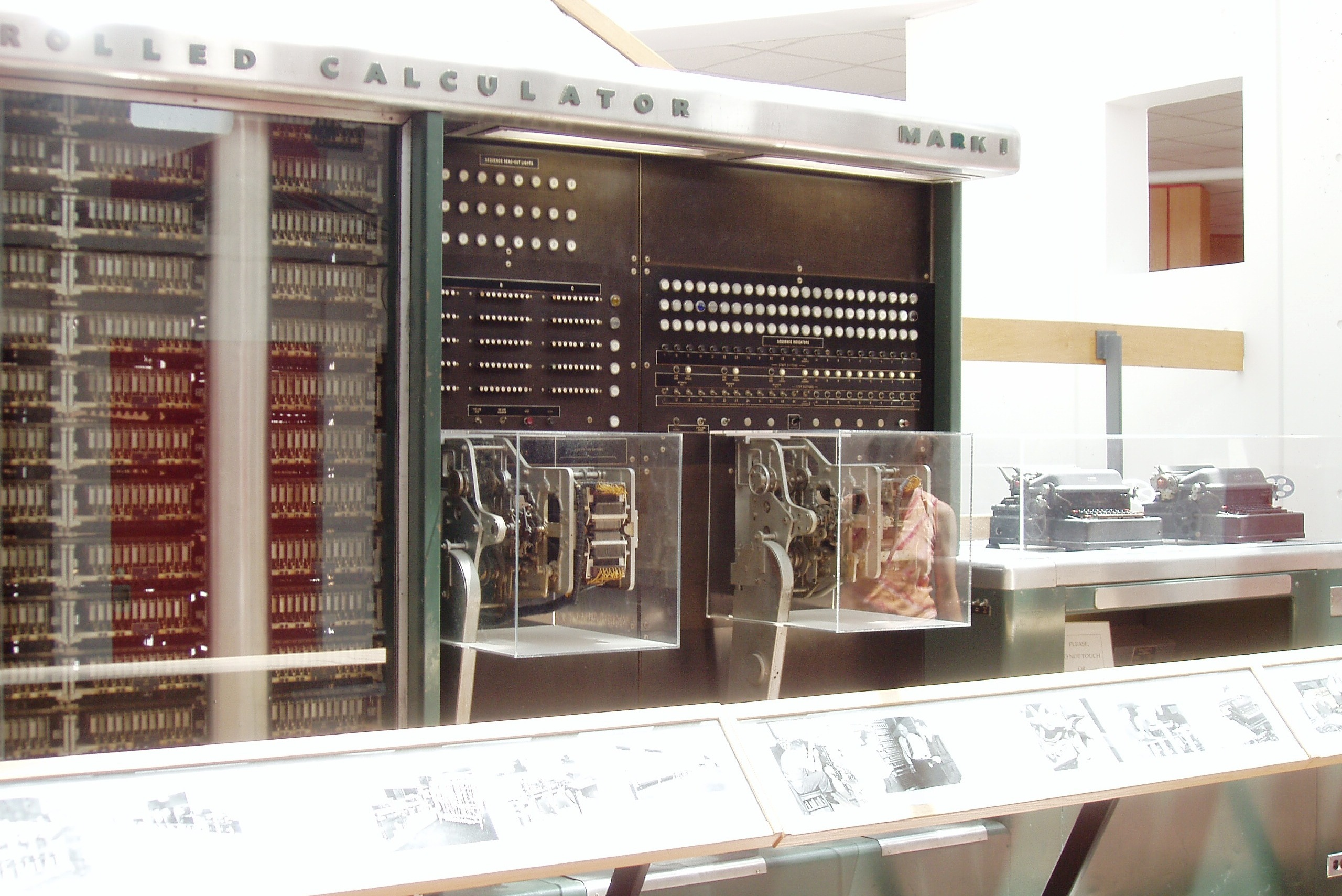
Porzione destra dell'Harvard Mark I

Aiken fece proprie le idee di Charles Babbage (1791-1871) e studiò il modo per costruire uno strumento di calcolo automatico.
Nel 1937 contattò i costruttori statunitensi di calcolatrici del tempo, compresa la Monroe Calculator Company, allora il più grande costruttore; la sua proposta venne però rifiutata.
Alla fine del 1937 con l'aiuto di Theodore H. Brown, docente di statistica economica, ottenne di venir presentato a James W. Bryce che ricopriva un ruolo importante nel settore ricerca dell'IBM (International Business Machines Corporation).
Fu così che nel 1939 ad Harvard iniziò la costruzione del calcolatore, immediatamente spostata nei laboratori dell'IBM ad Endicott (New York). Il calcolatore, chiamato inizialmente "IBM Automatic Sequence Controlled Calculator", venne ultimato nel gennaio del 1943 e costò alla IBM 250.000 dollari.
Durante la seconda guerra mondiale rimase a disposizione unicamente della Marina degli Stati Uniti. In seguito, come da accordi precedenti, venne donato dalla stessa IBM all'Università di Harvard: nel febbraio 1944 venne spedito via mare a Cambridge, dove fu in seguito riassemblato, e il 7 agosto 1944 venne data, a mezzo stampa, notizia ufficiale della donazione all'università. Quest'ultimo fatto ebbe vasta risonanza mediatica e il ruolo di comparsa minore in cui venne relegata la IBM, in quella occasione, suscitò grandi polemiche ed attriti.
L'università modificò il nome della macchina aggiungendo "Aiken-" e "Mark I". In particolare il nome viene modificato certamente dopo l'aprile 1948: in una foto dell'aprile 1948 si può infatti notare l'assenza di "Aiken-" e "Mark I". Nella stessa foto si può anche notare che inizialmente il nome del computer era posizionato al centro. Oggi invece una parte del nome è posizionata a sinistra ("Aiken-IBM Automatic Sequence Controlled Calculator") mentre la parte rimanente ("Mark I") è posizionata a destra.
Con la comparsa dell'ENIAC nel 1946 il Mark I divenne presto obsoleto, ma ad Harvard rimase in funzione fino al 1959. Venne impiegato principalmente per risolvere problemi di carattere scientifico (di interesse prettamente militare in un primo momento) e per il calcolo di tavole (vedi ad es. le funzioni di Bessel).

## Composizione e funzionamento

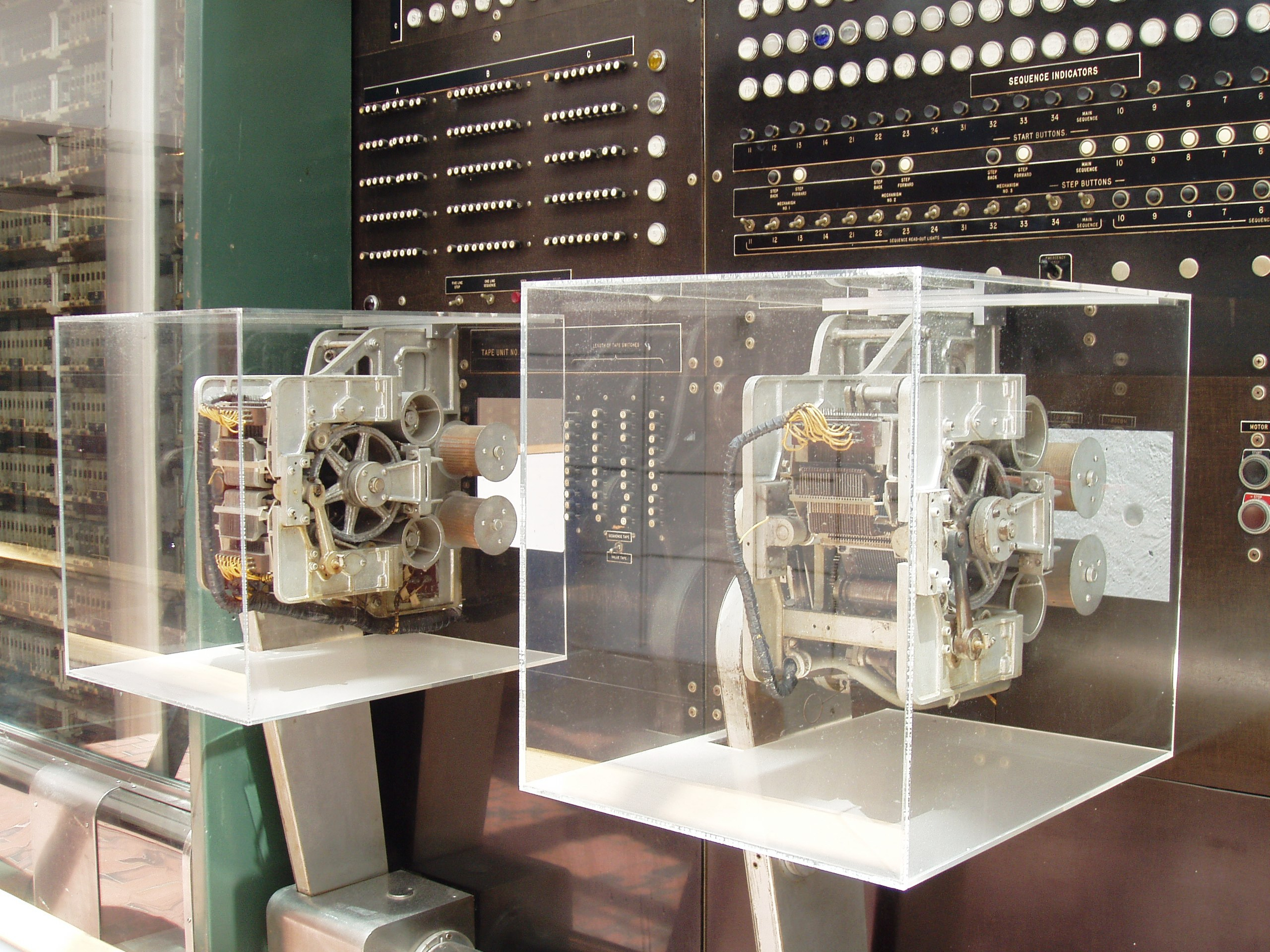
Dettagli di input/output e controllo

Il Mark I era costituito da interruttori, relè, alberi di rotazione e frizioni. Per la sua costruzione sono stati utilizzati 765.000 componenti e centinaia di chilometri di cavi. Una volta ultimato occupava una lunghezza di 16 m, si sviluppava in altezza per 2,4 m ed aveva una profondità di circa 0,5 metri; raggiungeva un peso di circa 4 tonnellate e mezzo (4.500 chilogrammi).
È stato necessario sincronizzare meccanicamente le unità calcolatrici di base, in modo da farle funzionare grazie ad un asse di rotazione di 15 metri, messo in movimento da un motore elettrico di 4 kW.

Il Mark I poteva memorizzare 72 numeri di 23 cifre decimali ciascuno. Poteva eseguire tre addizioni o sottrazioni al secondo, una moltiplicazione in 6 secondi, una divisione in 15,3 secondi ed un logaritmo oppure una funzione trigonometrica in più di un minuto.
Il Mark I leggeva le sue istruzioni su schede perforate e, eseguita l'istruzione corrente, passava alla successiva. I programmi complessi erano fisicamente lunghi. Il ciclo veniva compiuto unendo l'estremità della scheda contenente il programma con la parte iniziale della scheda. Questa separazione dei dati e delle istruzioni è conosciuta come architettura Harvard.

## Programmatori
Grace Hopper, pioniera in informatica, è stata la prima programmatrice per il Mark I.